# Yelena Remizova
Yelena Remizova –en ruso, Елена Ремизова– (Perm, 21 de diciembre de 2000) es una deportista rusa que compite en escalada. Ganó una medalla de bronce en el Campeonato Europeo de Escalada de 2017, en la prueba de velocidad.

## Palmarés internacional
| Campeonato Europeo | Campeonato Europeo           | Campeonato Europeo | Campeonato Europeo |
| Año                | Lugar                        | Medalla            | Prueba             |
| ------------------ | ---------------------------- | ------------------ | ------------------ |
| 2017               | Campitello di Fassa (Italia) | Medalla de bronce  | Velocidad          |